# Świerząbek złotawy
Świerząbek złotawy (Chaerophyllum aureum L.) – gatunek rośliny wieloletniej z rodziny selerowatych. Występuje w środkowej i południowej Europie, w tym także w Polsce, poza tym w zachodniej Azji.

## Rozmieszczenie geograficzne
Zasięg obejmuje południową Europę od Hiszpanii po Kaukaz, na północy sięga do Niemiec, Słowacji, Rumunii i Krymu. W południowo-zachodniej Azji rośnie w Azji Mniejszej i Iranie. Jako gatunek introdukowany rozprzestrzenia się w wielu krajach środkowej i północnej Europy, w europejskiej części Rosji i w zachodniej Syberii.
W Polsce gatunek ma status inwazyjnego kenofita; potwierdzony w kraju na pojedynczych stanowiskach w latach 80. i 90. XX wieku, od początku XXI wieku notowany jako gatunek szybko rozprzestrzeniający się. W końcu drugiego dziesięciolecia XXI wieku znany był z licznych stanowisk w południowo-wschodniej części kraju i pojedynczych w części środkowej.

## Morfologia

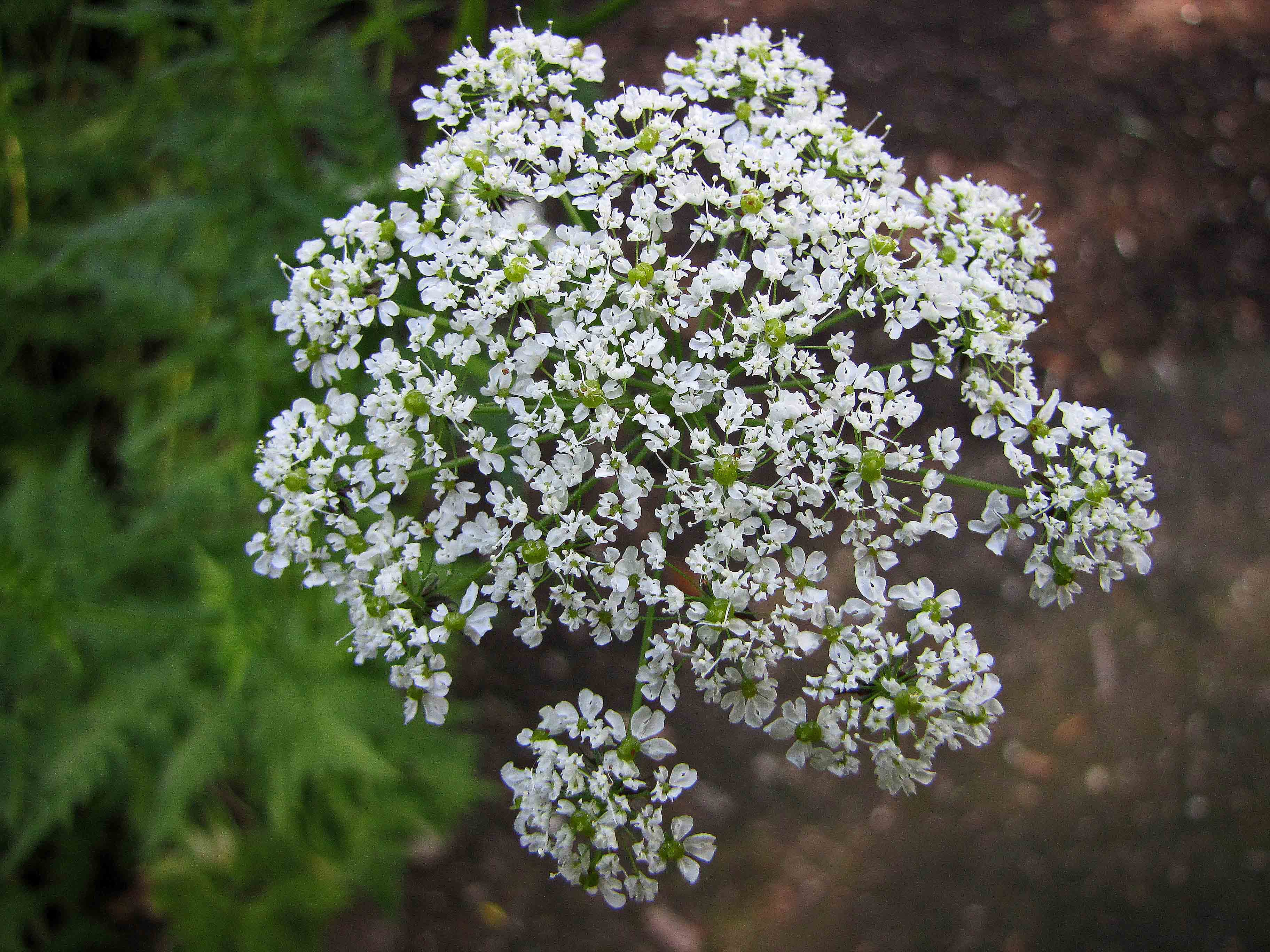
Kwiatostan

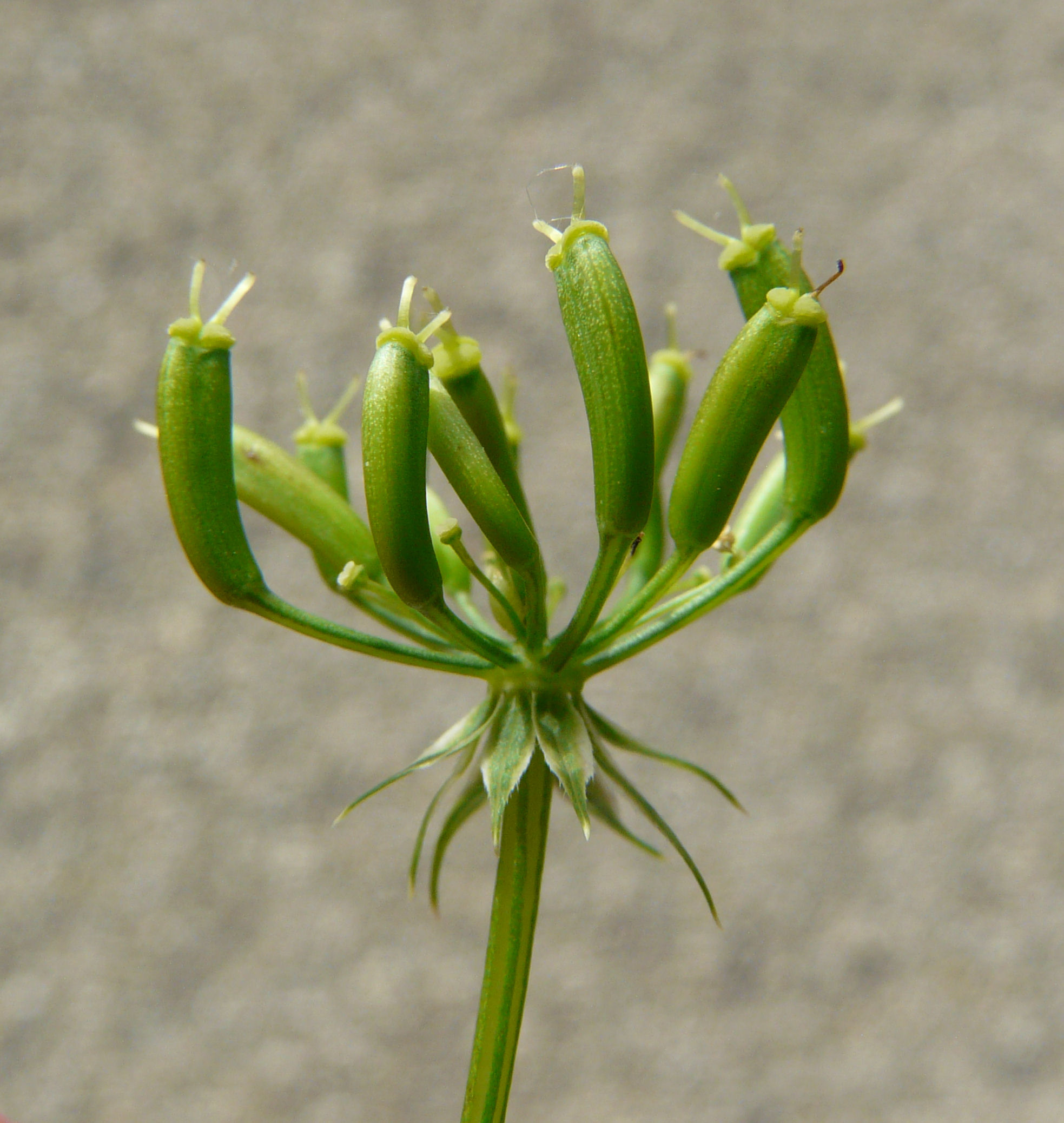
Owoce

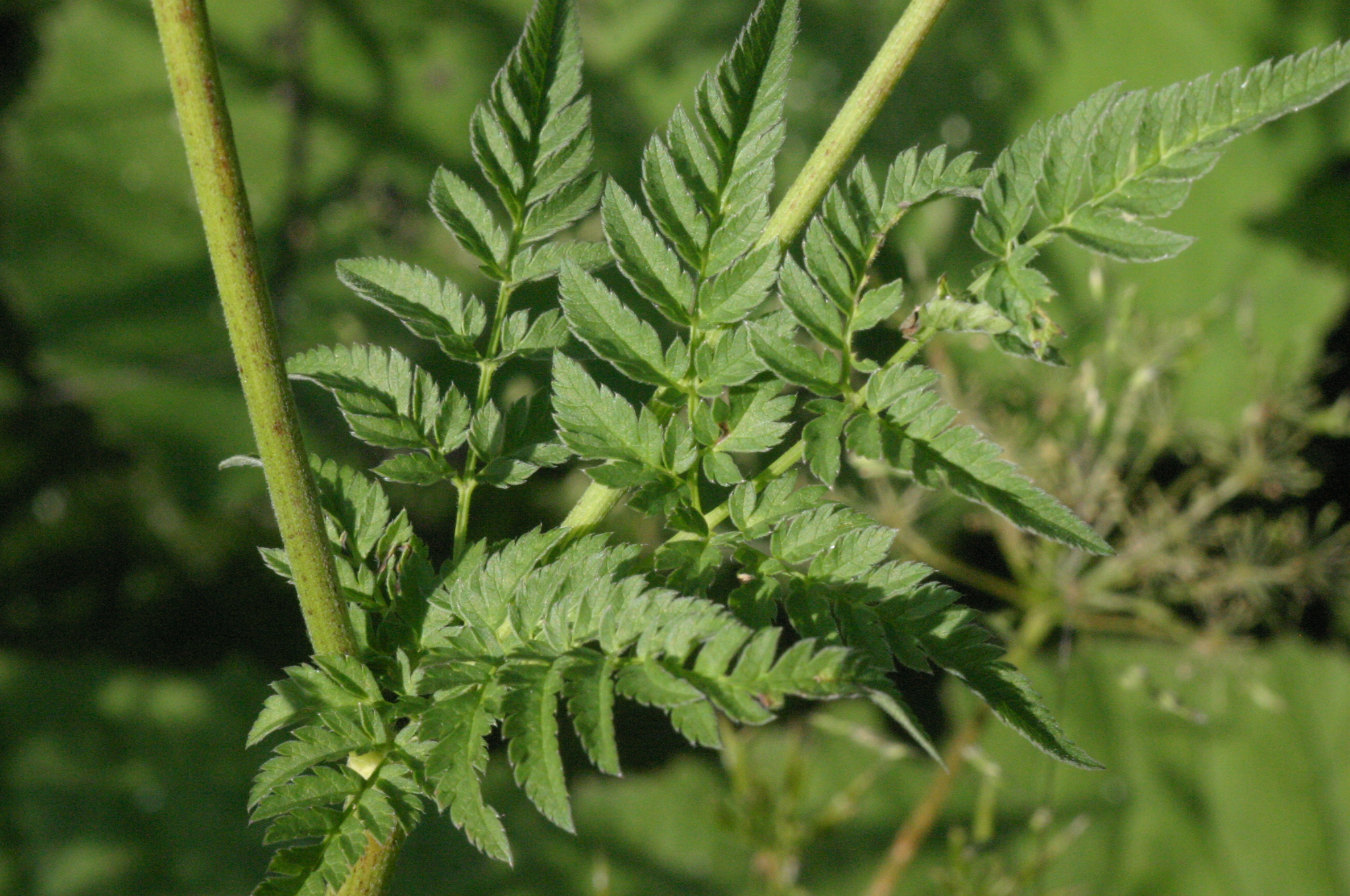
Liść

PokrójRoślina zielna ze skręconym, czarnobrunatnym, u starszych roślin rozgałęzionym kłączem. Wyrasta z niego wzniesiona łodyga osiągająca wysokość od 40 do 130 cm. Łodyga jest pełna, w dole kanciasto bruzdowana, wyżej delikatnie prążkowana, czerwono plamista lub nabiegła, nieznacznie zgrubiała pod węzłami, w dole szczeciniasto owłosiona, w górze włoski są krótsze i miękkie.
LiścieDolne liście długoogonkowe, górne siedzące i pochwiaste. Blaszki w zarysie trójkątne lub trójkątno rombowe, 3–4 razy pierzasto złożone, z odcinkami I rzędu trójkątnie jajowatymi i zaostrzonymi. Odcinki ostatniego rzędu lancetowate lub sierpowate, w dolnej części wcinane, a w górnej piłkowane. Blaszki są matowo zielone i owłosione.
KwiatyZebrane w baldaszki, a te skupione po 8–20 w baldachy złożone. Szypułki baldaszków są gładkie i nierównej długości. U nasady baldachu pokryw brak lub są w liczbie 1–2 i szybko odpadają. Pokrywki u nasady baldaszków są liczne (5–10), lancetowate, obłonione i orzęsione na brzegu. Płatki korony są białe, nagie, brzeżne w baldaszku są większe od środkowych i osiągają do 2 mm długości. Są odwrotnie jajowate, na szczycie wycięte i tamże z łatką zagiętą do wnętrza kwiatu.
OwoceRozłupnie wąskostożkowate, osiągające do 12 mm długości i 2,5 mm szerokości, o żółtych żebrach.
Gatunek podobnyŚwierząbek ten może być mylony z trybulą leśną Anthriscus sylvestris, która ma jednak łodygę bez czerwonych plam i płatki co najwyżej słabo wycięte.

## Biologia i ekologia
Bylina, hemikryptofit. Kwitnie od czerwca do sierpnia.
Rośnie w siedliskach ruderalnych i lasach łęgowych, w zaroślach, na łąkach i brzegach wód. 